# Andrew Ellis
Andrew Ellis (* 21. Februar 1984 in Christchurch, Neuseeland) ist ein neuseeländischer Rugby-Union-Spieler auf der Position des Gedrängehalbs.
Aktuell spielt er für die Crusaders in der Super 14 und für Canterbury im Provinzrugby. Ellis hatte die Ehre, für die neuseeländische U21 nominiert zu werden. In seinem ersten Jahr in der Super 14 verdrängte er den All Black Kevin Senio aus der Startaufstellung der Crusaders. Ellis konnte nicht im Super 14-Finale 2006 spielen, da er sich selbstverschuldet im Halbfinale gegen die Bulls verletzte. Ellis konnte somit auch nicht für die Juni-Länderspiele der All Blacks nominiert werden.
Wegen seiner Position als Halbspieler und seinen langen blonden Haaren wurde er in seiner Anfangszeit oft mit dem ehemaligen neuseeländischen Nationalspieler und Canterbury-Halbspieler Justin Marshall verglichen. Ellis war eine überraschende Nominierung für die WM 2007, die am 22. Juli 2007 bekanntgegeben wurde. Er erhielt den Vorzug vor dem Wellington-Halbspieler Piri Weepu.